# طائفة (أديان)
| إحصائيات تعداد الطوائف الدينية عام 2025 | إحصائيات تعداد الطوائف الدينية عام 2025 | إحصائيات تعداد الطوائف الدينية عام 2025 | إحصائيات تعداد الطوائف الدينية عام 2025 | إحصائيات تعداد الطوائف الدينية عام 2025 |
| --------------------------------------- | --------------------------------------- | --------------------------------------- | --------------------------------------- | --------------------------------------- |
|                                         |                                         |                                         |                                         |                                         |
| الكنيسة الرومانية الكاثوليكية           | الكنيسة الرومانية الكاثوليكية           |                                         | 50.88%                                  | 50.88%                                  |
| بروتستانتية                             | بروتستانتية                             |                                         | 21.41%                                  | 21.41%                                  |
| الكنيسة الأرثوذكسية الشرقية             | الكنيسة الأرثوذكسية الشرقية             |                                         | 9.7%                                    | 9.7%                                    |
| مسيحيون آخرون                           | مسيحيون آخرون                           |                                         | 8.4%                                    | 8.4%                                    |
| أهل السنة والجماعة                      | أهل السنة والجماعة                      |                                         | 89.39%                                  | 89.39%                                  |
| الشيعة                                  | الشيعة                                  |                                         | 40.48%                                  | 40.48%                                  |
| لادينية                                 | لادينية                                 |                                         | 19.58%                                  | 19.58%                                  |
| فيشنوية                                 | فيشنوية                                 |                                         | 10.24%                                  | 10.24%                                  |
| شيفاوية                                 | شيفاوية                                 |                                         | 4.03%                                   | 4.03%                                   |
| شاكتية                                  | شاكتية                                  |                                         | 0.48%                                   | 0.48%                                   |
| هندوس آخرون                             | هندوس آخرون                             |                                         | 0.39%                                   | 0.39%                                   |
| البوذية                                 | البوذية                                 |                                         | 6.62%                                   | 6.62%                                   |
| دين شعبي                                | دين شعبي                                |                                         | 5.61%                                   | 5.61%                                   |
| ديانات اخرى                             | ديانات اخرى                             |                                         | 0.79%                                   | 0.79%                                   |

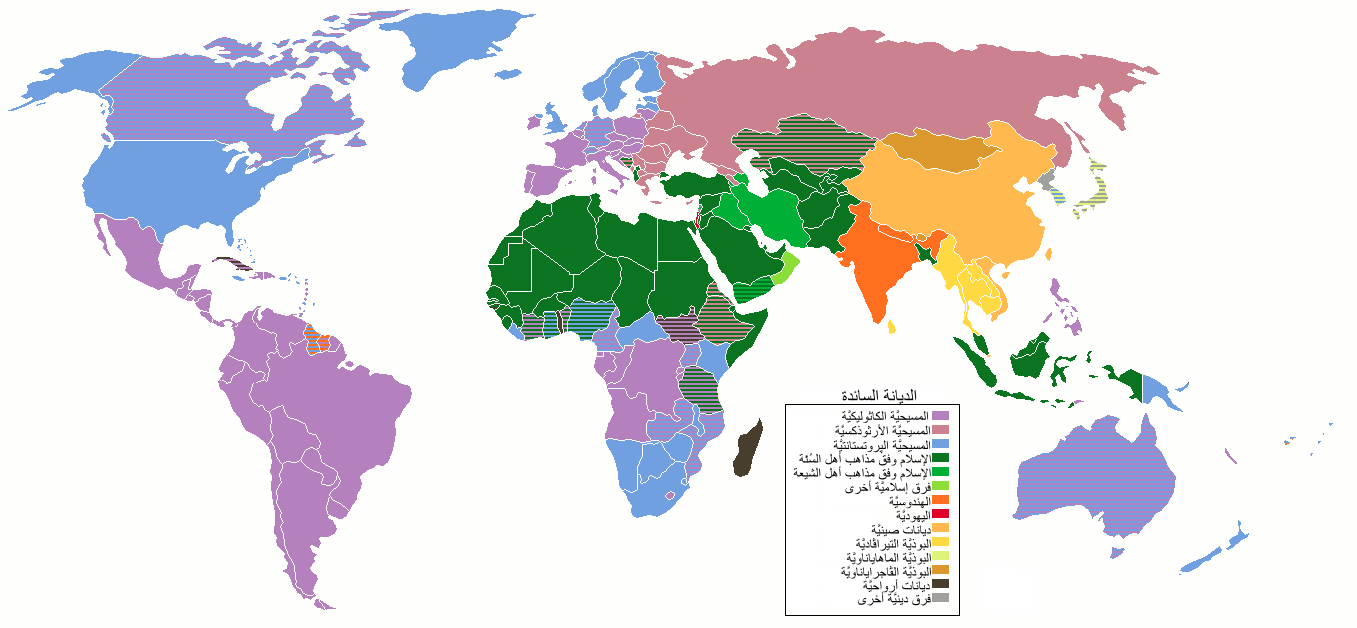
الطوائف والديانات الرئيسية في العالم

الطائفة الدينية هي مجموعة فرعية تنتمي لـدين معين وتتميز باسم محدد ولها تقاليد وهوية مستقلة.
يصف المصطلح عدة طوائف مسيحية (مثل، الكنيسة الأرثوذكسية الشرقية والأنجليكانية، والطوائف التي تنتمي إلى البروتستانتية). ينطبق المصطلح أيضًا على الفروع الأربعة للديانة اليهودية (الأرثوذكسية والمحافظة والإصلاحية والتجديدية), كما أنه يشير إلى الفرقتين الأساسيتين في الإسلام (السنة والشيعة).
وفي الديانة الهندوسية، يحدد الإله الرئيسي أو المعتقد الفلسفي طائفة، تمارس هي الأخرى طقوسًا حضارية ودينية مميزة. تشمل الطوائف الرئيسية الشيفية والشاكتية والفيشنوية والسمارتية.

## تكون الطوائف الدينية
تنشأ الطوائف الدينية على مدى فترات زمنية طويلة وببطء شديد نتيجة لعدة أسباب. تشير الوقائع التاريخية إلى أن نشأة الطوائف الدينية يرجع لتأثيرات جغرافية وثقافية بين مختلف المجموعات، مما يؤدي إلى جنوح مجموعة معينة من معتنقي ديانة ما بأفكارهم بعيدًا عن المعتقدات الأساسية لهذا الدين. وبمرور الوقت يكتشف أعضاء ديانة ما أن أفكارهم التي يعتنقونها تختلف كثيرًا من ناحية الإلهيات والفلسفة والتعددية الدينية والأخلاقيات علاوة على الطقوس والشعائر الدينية. ونتيجة لذلك، قد تنشأ العديد من الطوائف المختلفة بمرور الوقت. وفي حالات أخرى، قد تنشأ طوائف دينية أخرى بمنتهى السرعة، سواء أكان ذلك نتيجة نزاع أو انشقاق ديني في داخل طائفة موجودة بالفعل، أو إذا اشترك مجموعة من الأفراد في شعور بنوع من الانتعاش الروحي أو نهضة روحية واختاروا أن يشكلوا طائفة جديدة بناء على هذه الأفكار أو المبادئ الجديدة.

## أمثلة
هناك أحد الأمثلة في المسيحية وهي طوائف المينونايت ووكنيسة الأشقاء (بالإنجليزية Church of the Brethren). تتشابه الطائفتان في معتقداتهما، ولكنهما متميزان لأن عقيدتيهما تأثرتا بالعديد من المؤسسين (مينو سيمونز (Menno Simons) وألكساندر ماك (Alexander Mack) على الترتيب). ويغلب على هاتين الفرقتين الطابع الإداري، وهناك العديد من أوجه التواصل والتشابه بينهما. ومنذ تأسيسها، انقسمت طائفة المينونايت إلى طوائف أصغر تنتمي للطائفة الأساسية، تبعًا لموقعها الجغرافي وأعرافها الاجتماعية ومعتقداتها الإلهية المختلفة.
وهناك مثال آخر ألا وهي اللوثرية. عندما أبدى مارتن لوثر (Martin Luther) احتجاجه على الطقوس الكاثوليكية، اضطهد هو وأتباعه من قبل الكنيسة الرومانية الكاثوليكية التي اتهمتهم بالهرطقة. وقد أدى هذا لنشأة كيانات مستقلة أطلق عليهم «اللوثريون» أو «البروتستانتيون» وبمرور الوقت، تجمعت المجموعات المختلفة الذين أطلقوا على أنفسهم لوثريين وبدأوا يمارسون طقوسًا متشابهة (القواعد الخمس، الكهنوت لكل المؤمنين) وقد كونت مجموعة هذه الكنائس عددًا من الطوائف التي تشترك في مدرسة فكرية مشتركة مرتبطة بهذه الطقوس. وحتى في يومنا هذا، هناك فروق أيديولوجية هائلة بين مختلف الطوائف اللوثرية، على الرغم من أنها قد تشترك في جانب أو آخر من هذه المعتقدات.

## التعددية الطائفية
قد يشير هذا المصطلح إلى الطقوس الدينية التي قد تتضمن العديد من الطوائف الدينية التي لا ترتبط مع بعضها في ظل ديانة واحدة. تشمل العديد من الفعاليات والطقوس في المدنية مجموعة من الفقرات أو الطقوس الدينية التي يقوم بأدائها زعماء من العديد من هذه الطوائف الدينية لكي تكون هذه الفقرات حصرية أو ممثلة لهذه الطائفة قدر الإمكان أمام الجماهير أو من يشاهدون هذه الطقوس. ومن الأمثلة على ذلك التجمع الذي أقيم في أحد عيد الشكر والذي أقيم في كامبانينتو اسبيرانزا (الذي يعني: معسكر الأمل), في شيلي، حيث قام قسيس كاثوليكي روماني وواعظ إنجيلي بقيادة الطقوس الكنسية في أثناء [[حادثة انهيار منجم كوبيابو الشيلي ]].
يتم تعيين قساوسة، وغالبًا ما يكونون كهنة مكلفين ينتمون لأي دين، عادة في المؤسسات العلمانية لتقديم الدعم المعنوي للموظفين العاملين في هذه المؤسسات ممن قد يكونون منتمين لأي أديان أو فرق دينية مختلفة. ويتميز العديد من هؤلاء القساوسة، خاصة المكلفين بالخدمة في المؤسسات العسكرية أو المؤسسات العلمانية الكبرى الأخرى بأنهم مدربون جيدًا للتعامل مع المنتمين لديانات أو عقائد مختلفة، حتى الديانات ذات الأيديولوجية الدينية التي تختلف عن عقيدة القسيس.
تقوم المؤسسات العسكرية ممن ليس لديها العدد الكافي من الأفراد الذين يمثلون طوائف مختلفة ولكنها تندرج تحت ديانة واحدة، تقوم بتنظيم مناسبات دينية تجمع بين هذه الطوائف المتعددة، والتي يُطلق عليها عادة قداس الأحد «البروتستانتي»، بحيث تشارك الأقلية البروتستانتية في القداس ولا ينعزلون عن الآخرين.